# توفیق ذوالفقاروف
توفیق ذوالفقاروف (ترکی آذربایجانی: Tofiq Nadir oğlu Zülfüqarov؛ زادهٔ ۱ نوامبر ۱۹۵۹) سیاست‌مدار اهل جمهوری آذربایجان است. وی از مارس ۱۹۹۸ تا اکتبر ۱۹۹۹ میلادی وزیر امور خارجه جمهوری آذربایجان در دورهٔ ریاست‌جمهوری حیدر علی‌اف بود.